# Corps de garde de Bœrsch
Le corps de garde de Bœrsch est un monument historique situé à Bœrsch, dans le département français du Bas-Rhin.

## Localisation
Ce bâtiment est situé au 1, rue du Rempart à Bœrsch.

## Historique
L'édifice fait l'objet d'une inscription au titre des monuments historiques depuis 1930.